# 糖尿病性昏睡
糖尿病性昏睡（とうにょうびょうせいこんすい）は、糖尿病の急性合併症であり、一時的に著しい高血糖になることによって昏睡状態となる。飲み忘れによって平常通りに服薬できなかった場合などに特に起こりやすく、機序によって分類される以下の二つが知られている。
糖尿病性ケトアシドーシス(DKA)
インスリンの絶対的不足に伴い細胞内の糖が欠乏し、あわてて脂肪酸からエネルギーを取り出そうとすると副産物として生じるケトンが、全身性の代謝性ケトアシドーシスを引き起こして発症する。意識障害、低体温、腹痛などが症状。統計的には1型糖尿病患者に多い。
高血糖性高浸透圧状態（HHS、非ケトン性高浸透圧性昏睡、HONK）
高血糖性高浸透圧状態は、高血糖に脱水が加わって起こる。意識障害が主症状。高齢者はそもそも脱水状態になりやすいのでこの病態にもなりやすい。統計的には高齢の2型糖尿病患者に多い。
上記二つの高血糖による意識障害のほか、糖尿病患者は治療薬の副作用によって低血糖による意識障害や乳酸アシドーシスを呈する場合もある。